# José Luis Violeta
José Luis Violeta Lajusticia (ur. 25 lutego 1941 w Saragossie, zm. 5 maja 2022) – hiszpański piłkarz, występujący na pozycji pomocnika.
Z zespołem Realu Saragossa dwukrotnie zdobył Copa del Generalísimo (1964, 1965) i jeden raz Puchar Miast Targowych (1964). W latach 1966–1973 rozegrał 14 meczów i strzelił 1 gola w reprezentacji Hiszpanii.